# Roberto Carrino
Roberto Carrino (Nardò, 13 aprile 1953) è un cantautore italiano.

## Biografia
Esordì nel 1972 con la partecipazione al Festival di Castrocaro dove si classifica secondo dopo Franco Simone e Roberto Callegaro, vincitori a pari merito.
In seguito a ciò, ottiene un contratto discografico con la Ariston Records, che lo fa debuttare con il primo singolo, Abbi pietà di me.
Dopo altre incisioni, partecipa al Festival di Sanremo 1978, con la canzone in lingua napoletana N'addore 'e castagne, di cui è autore della parte musicale.
Continua la carriera con altre incisioni.

## Discografia parziale

### Singoli
- 1977: Abbi pietà di me/Povero amore mio
- 1978: 'n' addore 'e castagne/Prigioniero (Ariston Records, AR 0820)
- 1979: Telefona/L'amore è una malattia
- 1980: Vaffalà/Tutto passa (Ariston Records, AR 0878)
- 1981: Sapore d'estate/Canta amico canta
- 1982: Nicoletta/Vivo
- 1983: Mare/Marion